# ثاباتيسمو

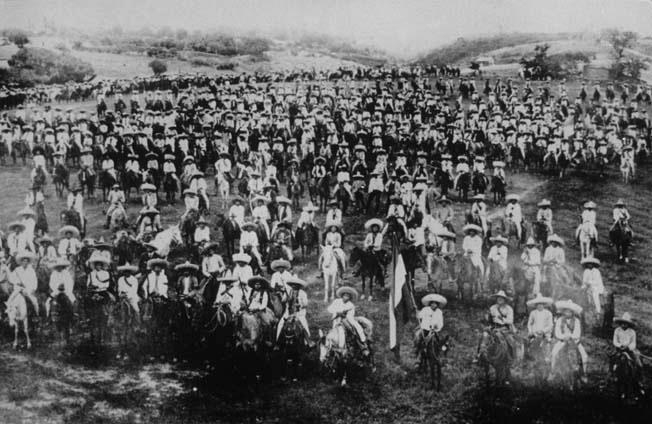
القوات الجنوبية تحت قيادة إميليانو ثاباتا

ثاباتيسمو (بالإسبانية: Zapatismo)‏ هو مُصطلح استخدمه المُؤرخون للإشارة إلى الحركة المُسلحة التي تتبع أفكار إيمليانو ثاباتا، زعيم الثورة المكسيكية، والتي تجسدت بشكل واضح في خطة آيالا عام 1911. وعُرف أعضاء جيش تحرير الجنوب باسم ثاباتيستا. الأرض ملك لمن يعملون بها كانت إحدى العبارات الأكثر رمزية في ثاباتيسمو، والتي صاغها في الأصل ثاباتا بنفسه أثناء مُحاولته القضاء على النزعة الجماعية في المكسيك وإعادة ملكية الأرض إلى طبقات الفلاحين في جنوب البلاد. وأصبحت العبارة وما تُمثله رمزًا لفلسفة الإصلاح الزراعي بالمكسيك.